# أوقست كونو
أوقست كونو هو شخصية أعمال وسياسي نرويجي، ولد في 19 أكتوبر 1780 في برغن في النرويج، وتوفي في 9 أبريل 1873 في كوبنهاغن في الدنمارك.

## مناصب
- انتخب عضو برلمان النرويج  [لغات أخرى]‏ عن دائرة Bergen ‏ خلال فترته النيابية ‏ (1824 – 1826).
- انتخب نائب عضو برلمان النرويج  [لغات أخرى]‏ عن دائرة Bergen ‏ خلال فترته النيابية ‏ (1821 – 1823).
- انتخب نائب عضو برلمان النرويج  [لغات أخرى]‏ عن دائرة Bergen ‏ خلال فترته النيابية ‏ (1818 – 1820).
- انتخب نائب عضو برلمان النرويج  [لغات أخرى]‏ عن دائرة Bergen ‏ خلال فترته النيابية ‏ (1815 – 1817).
- انتخب عضو برلمان النرويج  [لغات أخرى]‏ عن دائرة Bergen ‏ خلال فترته النيابية ‏ (8 أكتوبر 1814 – 26 نوفمبر 1814).